# Mesquite, Texas
Mesquite är en stad i Dallas County i den amerikanska delstaten Texas med en yta av 112,6 km² och en folkmängd som uppgår till 136 750 invånare (2007).

## Kända personer från Mesquite
- Taylor Parks, skådespelare